# Gabriel Voisin
Pour les articles homonymes, voir Voisin.
Gabriel Voisin, né le 5 février 1880 à Belleville-sur-Saône et mort le 25 décembre 1973 à Ozenay, est l'un des plus célèbres pionniers français de l'aéronautique, tant civile que militaire, ainsi qu'un fabricant d'automobiles de luxe à la marque « Avions Voisin ». 
Fils et petit-fils de fondeurs des côtés paternel et maternel, Gabriel Voisin fait ses études au lycée Ampère puis à l'école des Beaux-Arts de Lyon. Parallèlement à ses cours aux Beaux-Arts, il travaille comme dessinateur industriel dans le cabinet de M. Peguin à Lyon. Pendant son adolescence, il se livre avec son frère Charles à de nombreuses constructions artisanales, tricycle à pétrole, bateau à vapeur sur la Saône, et de nombreux essais de cerfs volants et de planeurs.
Son expérience  dans le domaine des engins volants lui vaut d'être embauché en 1903 comme dessinateur pour Ernest Archdeacon, l'un des promoteurs et mécènes de l'aéronautique naissante.

## Pionnier de l'aviation
Gabriel Voisin s'illustre très tôt dans le domaine de l'aviation. En 1905, il modifie pour des raisons de sécurité un de ses planeurs en hydravion et décolle de la Seine à Billancourt le 6 juin, remorqué par la vedette rapide La Rapière à moteur Panhard de 150 ch. Le vol est accompli à une altitude  de quinze à vingt mètres sur une longueur de six cents mètres. L'appareil était un biplan à équilibreur avant, à deux flotteurs de type catamaran, d'une masse à vide de 360 kg et d'une surface portante totale (deux plans) de 50 m2. La modification du planeur en hydravion pour des essais sur la Seine a été financée par Ernest Archdeacon, fondateur de l'Aéro-Club de France.

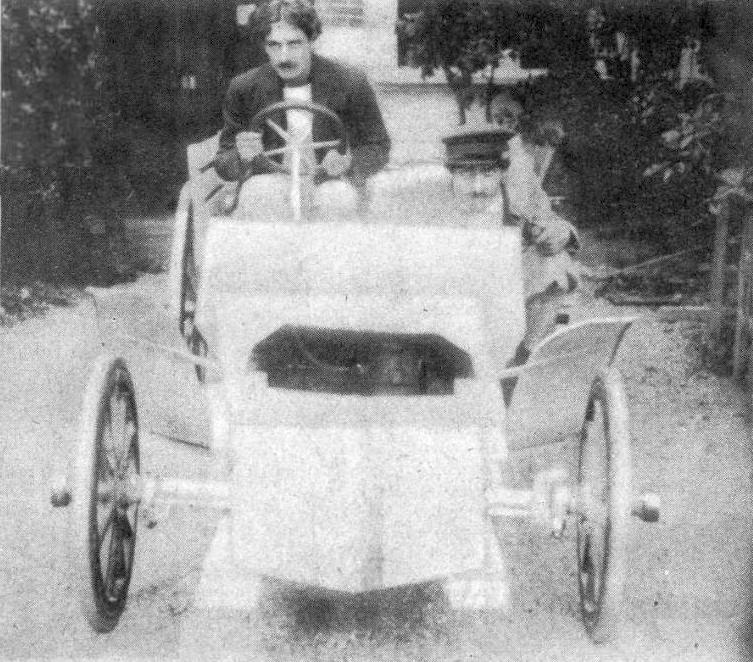
Gabriel, au volant, et Charles Voisin, vers 1910.

Avec son frère Charles, il crée en janvier 1907 l'entreprise Voisin frères dans un vaste atelier situé rue de la Ferme à Billancourt. Leur premier client est Léon Delagrange auquel ils livrent un biplan de 10,50 mètres de long, 10 m d'envergure, présentant un empennage cellulaire à l'arrière et un plan "équilibreur" à l'avant. Leur appareil virait à plat, sans gauchissement, grâce à un léger dièdre du plan supérieur. L'appareil Voisin était équipé d'un moteur V8 à injection directe Antoinette de 50 ch, remarquablement léger pour cette époque. Charles Voisin décolle avec cet appareil en mars 1907, puis Delagrange effectue un vol en ligne droite de 300 mètres avec le même appareil, le 5 novembre 1907. Enfin et surtout, le même type d'appareil conçu et fabriqué par Voisin Frères et légèrement modifié par Henri Farman permit à ce dernier de remporter, le 13 janvier 1908, le prix Deutsch de la Meurthe-Archdeacon récompensant le premier kilomètre bouclé en circuit fermé avec décollage et atterrissage normaux (autonome).
Malgré la mort de son frère Charles lors d'un accident d'automobile le 12 septembre 1912 avec la  baronne de Laroche, il poursuivit jusqu'en 1914 la construction d'avions d'abord pour les gentlemen-pilotes de l'époque puis pour l'aviation militaire. En 1912 Voisin sortit son biplan de 13,50 m à moteur rotatif de 50 ch et ailerons conjugués qui fut acheté par l'Armée. Il servira de prototype aux biplans Voisin de bombardement à charpente métallique et moteurs de 130 ch utilisés intensivement pour le bombardement de nuit en 1914-1918.

## Industriel aéronautique
La réussite industrielle et commerciale vint avec la Première Guerre mondiale, au début de laquelle il présenta au ministère de la Guerre le premier avion à charpente tubulaire entièrement métallique. Équipé d'un seul moteur à hélice propulsive arrière, il offrait un cockpit avant très dégagé et pouvait transporter près de 350 kilos de bombes dans sa dernière version. Il servit essentiellement au bombardement de nuit sur objectifs lointains. Appareil sûr, extrêmement robuste et de pilotage aisé, il fut fabriqué à 10 400 exemplaires. Il était équipé de moteurs allant du Salmson 130 ch à ses débuts au Renault de 300 ch dans sa dernière version. De nombreux exemplaires de cet appareil de bombardement furent également fabriqués sous licence, notamment en Russie.

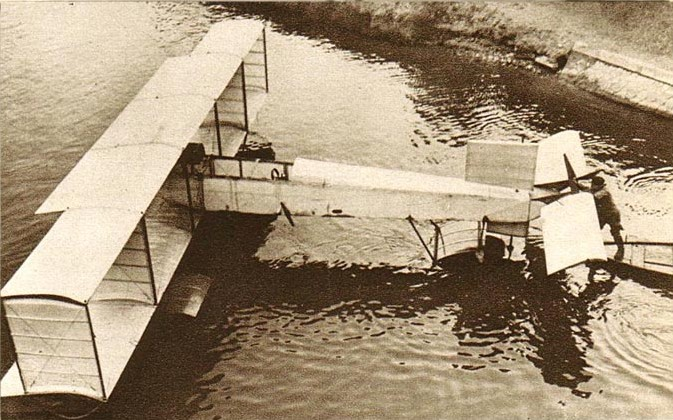
L'hydravion Canard Voisin en 1912.
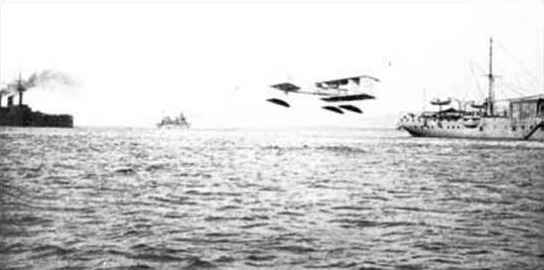
Essai du Canard à partir du bateau La Foudre de la Marine française (1912).
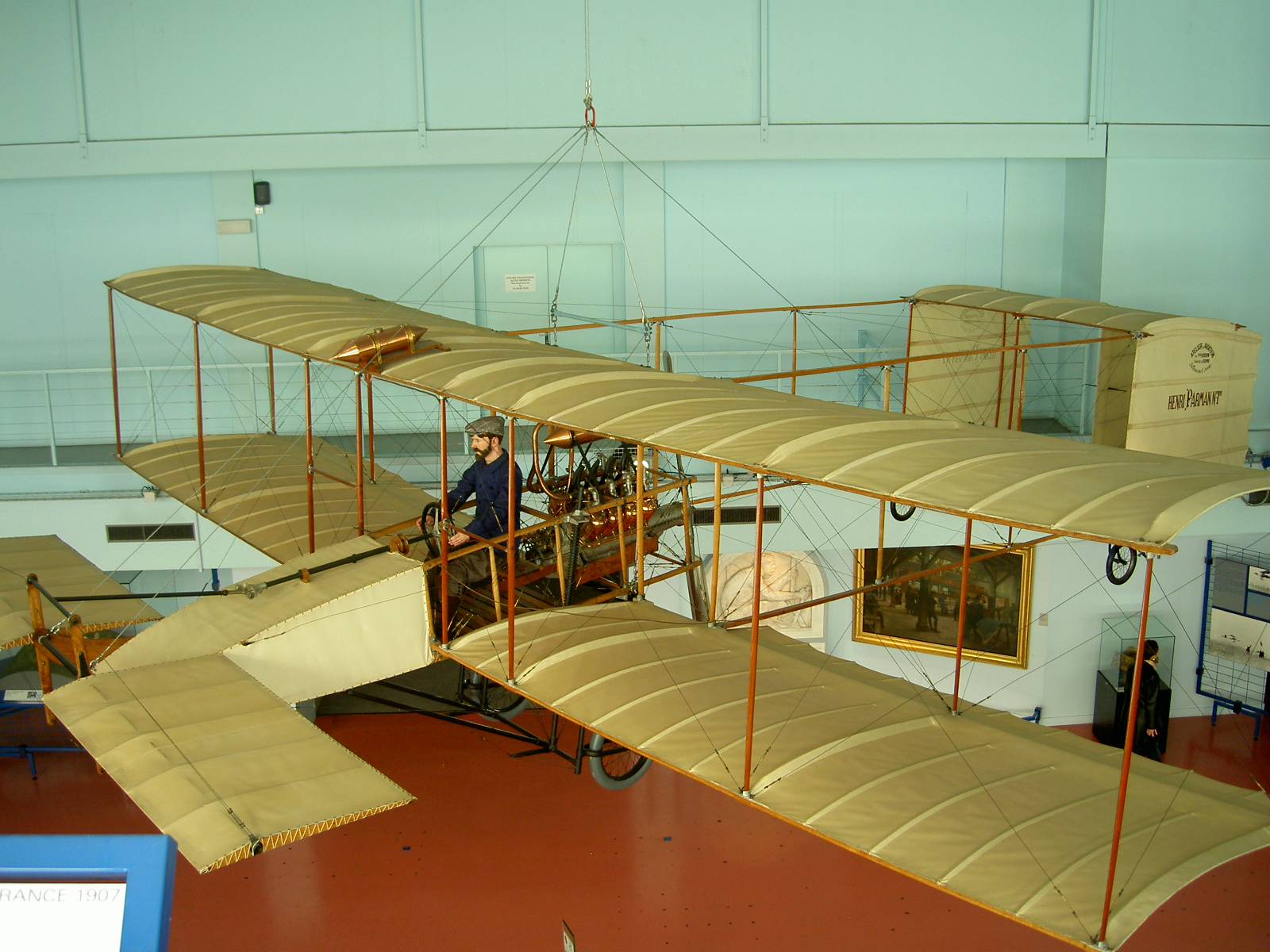
Reconstitution de 1919 de l'avion ayant parcouru le 1er km en circuit fermé en 1908.
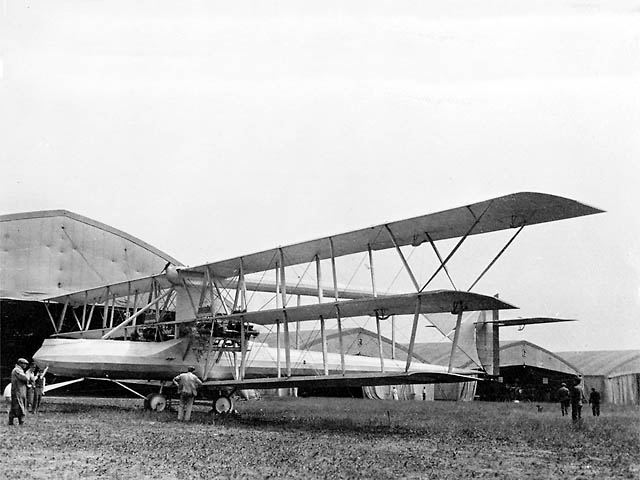
Triplan Voisin bombardier quadrimoteur - un seul exemplaire (1915).
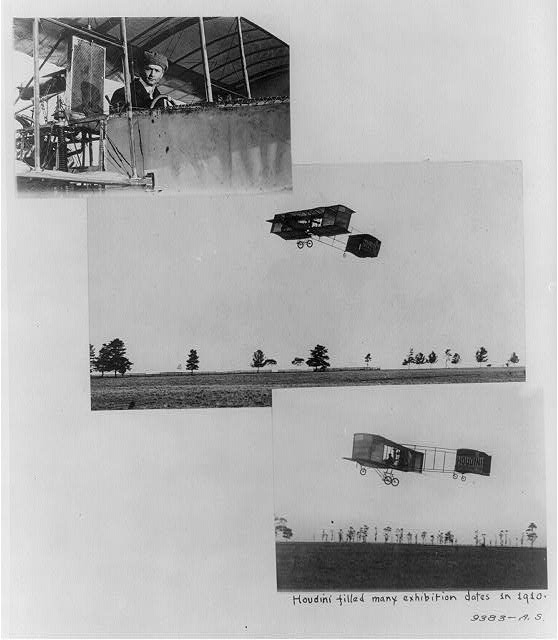
Biplan Voisin piloté par Harry Houdini en 1910.

## La Société des Automobiles Avions Voisin

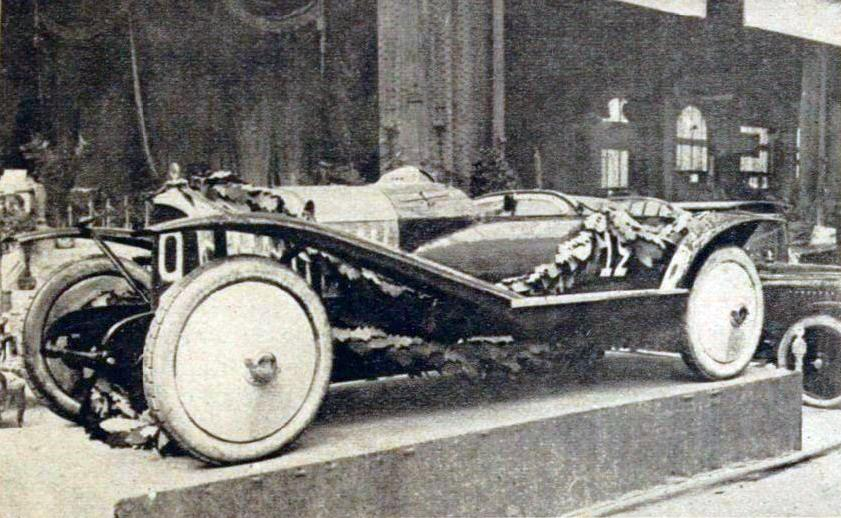
La voiture d'Henri Rougier victorieuse du premier Grand Prix de Tourisme de l'A.C.F., en 1922.

En 1918, la guerre terminée, il se détourna de l'aviation et se lança dans la construction d'automobiles, domaine qui lui paraissait constituer un marché plus prometteur. En juin 1919, Gabriel Voisin présenta son premier modèle : la C-1 ; il sera construit à près de cent exemplaires jusqu'en 1920. Après quelques tentatives dans les voiturettes et les motocyclettes, il se consacra à des modèles très étudiés : d'abord la C-1 à quatre cylindres puis la C-2 à douze cylindres en V. Vinrent rapidement la C-4 d'entrée de gamme et les C-S à tendance sportive. Il produisit près de mille voitures par an et remplaça son modèle à succès, la C-4, par la C-7 à partir de 1925. Un an plus tard, il livra ses voitures entièrement carrossées, contrairement aux usages de l'époque où les constructeurs fournissaient des châssis nus aux carrossiers. Au niveau sportif, il tenta, en 1923, d'appliquer de façon approfondie la technique aéronautique au prototype Voisin Laboratoire : optimisation du poids, carrosserie profilée en aluminium, pompe à hélice, absence de différentiel. Malheureusement, le manque de puissance des moteurs ne permit pas de grands résultats. Il lança ensuite la C-11, une six cylindres livrable avec une carrosserie en aluminium largement vitrée dite « lumineuse », évoluant en C-14 jusqu'en 1932. De 1920 à 1930, la marque Voisin fournira les voitures présidentielles de Paul Deschanel, d'Alexandre Millerand puis de Gaston Doumergue.

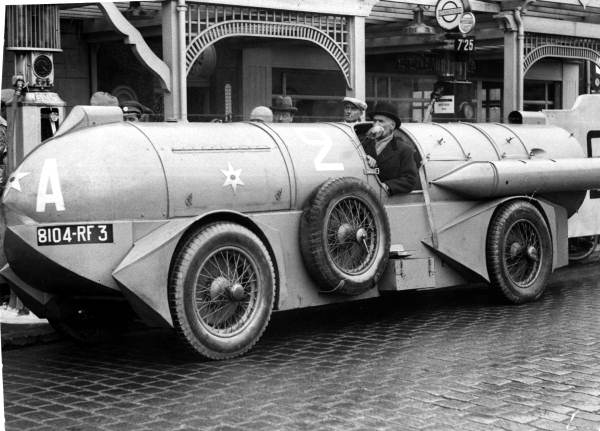
R. Stapp à Daytona Beach en 1932, sur "Jupiter" au châssis Voisin.

De façon anecdotique, le français René Stapp (en) développa entre 1930 et 1932 son « Jupiter », équipé de trois moteurs Bristol Jupiter 24L. de près de 400CV chacun, montés sur un châssis Voisin renforcé, mais après des essais à Daytona Beach en vue de battre les records mondiaux de Campbell, l'engin fut détruit dans un incendie sur la plage de La Baule-Escoublac.
L'inventivité de Voisin, son tempérament exigeant et son intransigeance, le conduisirent rapidement à produire essentiellement des véhicules haut de gamme : C-12, C-16, C-18, C-20, C-22 et C-24. L'incendie de son usine, mal assurée, puis la crise économique de 1929 entraînant la morosité du marché automobile dans les années 1930 l'obligèrent à laisser le contrôle de ses usines à des financiers. Reflétant son passé aéronautique, Voisin présenta la C25 Aérodyne au Salon de Paris de 1934 puis, en 1935, l'Aérosport C-28 « ponton » sans ailes séparées.
Plusieurs projets restèrent à l'état de prototype tel la C-26, présentée en 1934, ou au stade d'exemplaire unique comme le coupé C-27 Aérosport avec son toit coulissant dans la malle arrière.
En 1938, Gabriel Voisin produisit quelques exemplaires de la C-30 équipée d'un moteur Graham-Paige dont le châssis inspirera André Lefèbvre pour certains éléments de la Citroën DS et qui sera la dernière Voisin. Sa longue fidélité aux moteurs sans soupape, à chemises mobiles, du type Knight, qui fut un avantage au début des années 1920, où les ressorts des soupapes avaient une faible durée de vie, devint un inconvénient et l'empêcha de présenter des moteurs performants et fiables. Ils permirent néanmoins à Voisin de détenir de nombreux records de vitesse sur de longues distances, entre 1925 et 1930 : 10 000 km à 147 km/h de moyenne, puis trente mille kilomètres à 133 km/h de moyenne et, enfin, les cinquante mille kilomètres à 120 km/h de moyenne en 1930.

### Palmarès automobile

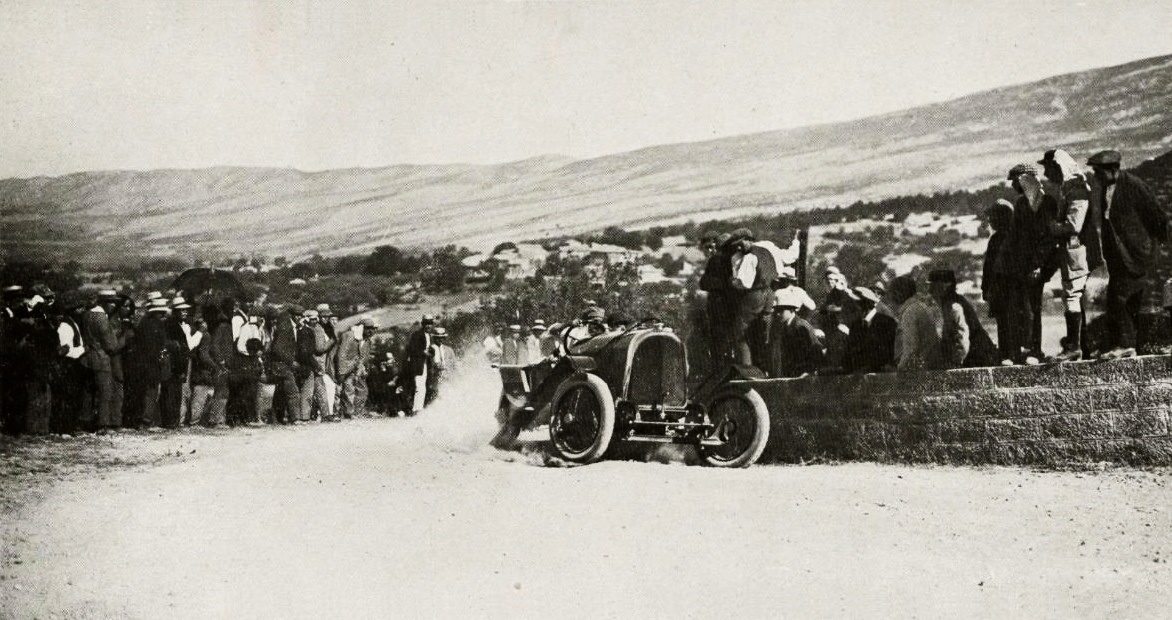
Paul Bablot vainqueur une troisième fois en 13 ans au Ventoux, en 1921 sur Voisin 3L.

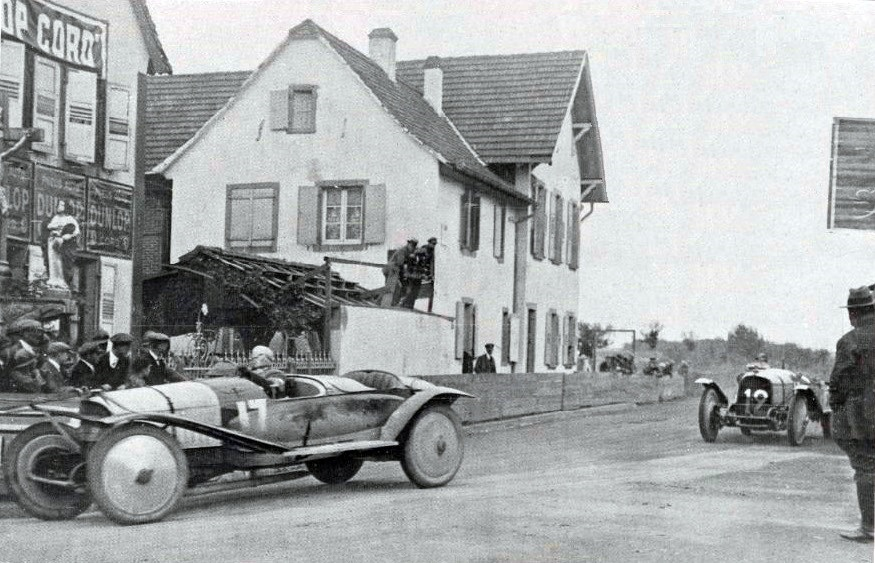
Grand Prix de l'A.C.F. 1922 tourisme à Strasbourg, Piccioni devant Henri Rougier (futur vainqueur), tous deux sur Voisin.

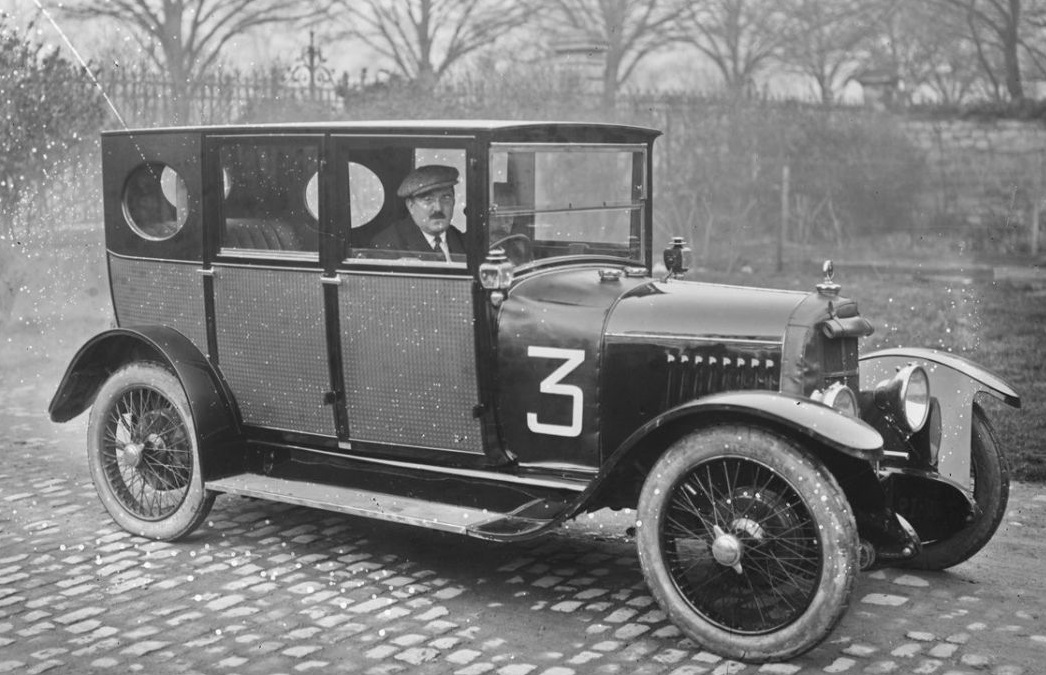
Dominique Lamberjack vainqueur du Critérium Paris-Nice 1923, sur Voisin 8HP.

- Côte d'Ernemont (Rouen) 1920 avec Arthault[7];
- Côte d'Evret 1920 avec Arthault ;
- Côte de Saint-Martin (Boulogne-sur-Mer) 1920 avec Arthault ;
- Côte de Poix (Amiens) 1921 avec Arthault ;
- Côte de Planfoy (Forez) 1921 avec Gouderman ;
- Côte du Mont Ventoux 1921 avec Paul Bablot, sur 3L. ;
- Côte de Klevaliden (Huskvarna) 1922 avec John E. Ohlsson ;
- Côte de Allauch (Marseille) 1922 avec Paul Bablot, sur 18hp Tourisme ;
- Côte des Alpilles (Avignon) 1922 avec Paul Bablot ;
- Côte de Pic Montaigu (Bourges) 1922 avec Henri Rougier, sur 18hp Sport ;
- Côte de Limonest 1922 avec Henri Rougier, sur 18hp Sport ;
- Côte de Ceyreste 1922 avec Paul Bablot ;
- Côte de Crochat (Limousin) 1922 avec Léon Boucher ;
- Victoire au Grand Prix de l'A.C.F. Tourisme en 1922 à Strasbourg avec Henri Rougier, sur C3 (2e Arthur Duray également sur C3, 5e Piccioni)[8] ;
- Victoire au Grand Prix de Suède Tourisme en 1922[9] ;
- Critérium Paris-Nice 1923 avec Dominique Lamberjack, sur 8hp sans soupape ;
- Côte des Alpilles (Avignon) 1923 avec Henri Rougier, sur 18hp ;
- Côte de La Crau (Marseille) 1923 avec Giraud ;
- Côte de l'Estérel (Cannes) 1924 avec Henri Rougier, sur 23hp ;
  - 5e du Grand Prix automobile de France 1923 à Tours avec André Lefebvre, sur Voisin Laboratoire (prototype, 4 voitures engagées, avec Rougier, Arthur Duray, et André Morel);
  - Abandon au Grand Prix automobile d'Italie 1923 à Monza avec la "Laboratoire" (trois pilotes, Lefebvre, Rougier, et Eugenio Silvani) ;
  - Giraud disputera encore le Grand Prix de Provence en 1925 à Miramas avec la M1, puis Thorin le Grand Prix de La Baule en 1926.
  - Le rugbyman Pierre Gaudermen produira aussi quelques courses Sport sur Voisin.
- Septembre 1930, records du monde des 3 000 km, 5 000 km, 11 jours et 17 jours, sur l'autodrome de Linas-Montlhéry, avec une Voisin 12 cylindres pilotée par L. et C. Marchand, Leroy de Présalé, et Van Doorninch[10].

Après la Seconde Guerre mondiale, Voisin dessina le Biscooter, voiturette à moteur de 125 cm3 qui, légère et rustique, était conçue pour doter la France d'un véhicule économique mais qui fera carrière en Espagne.

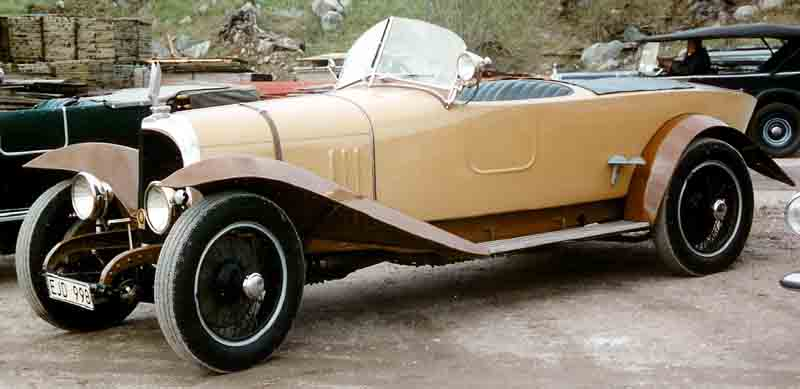
C3 L.
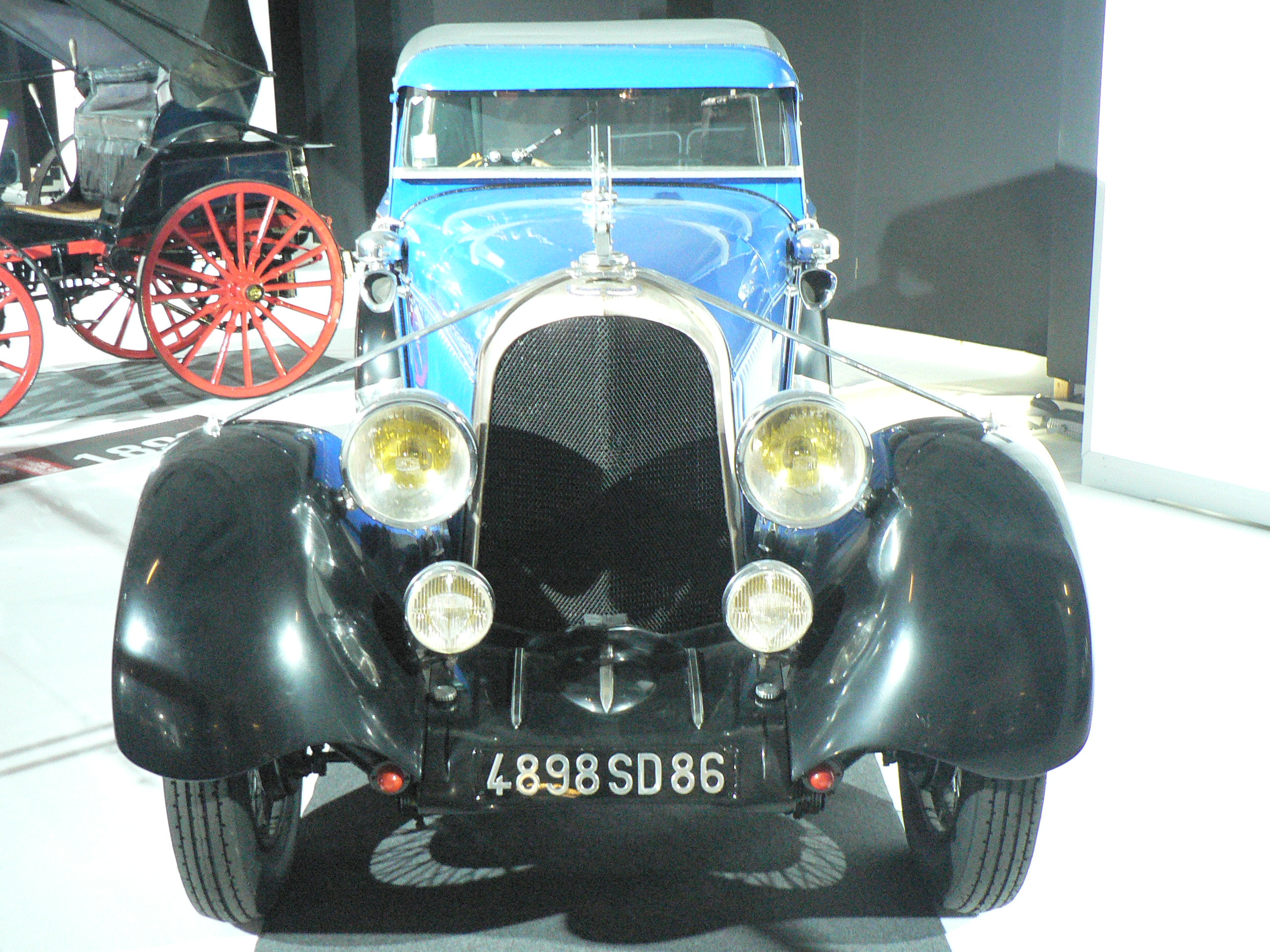
C14.
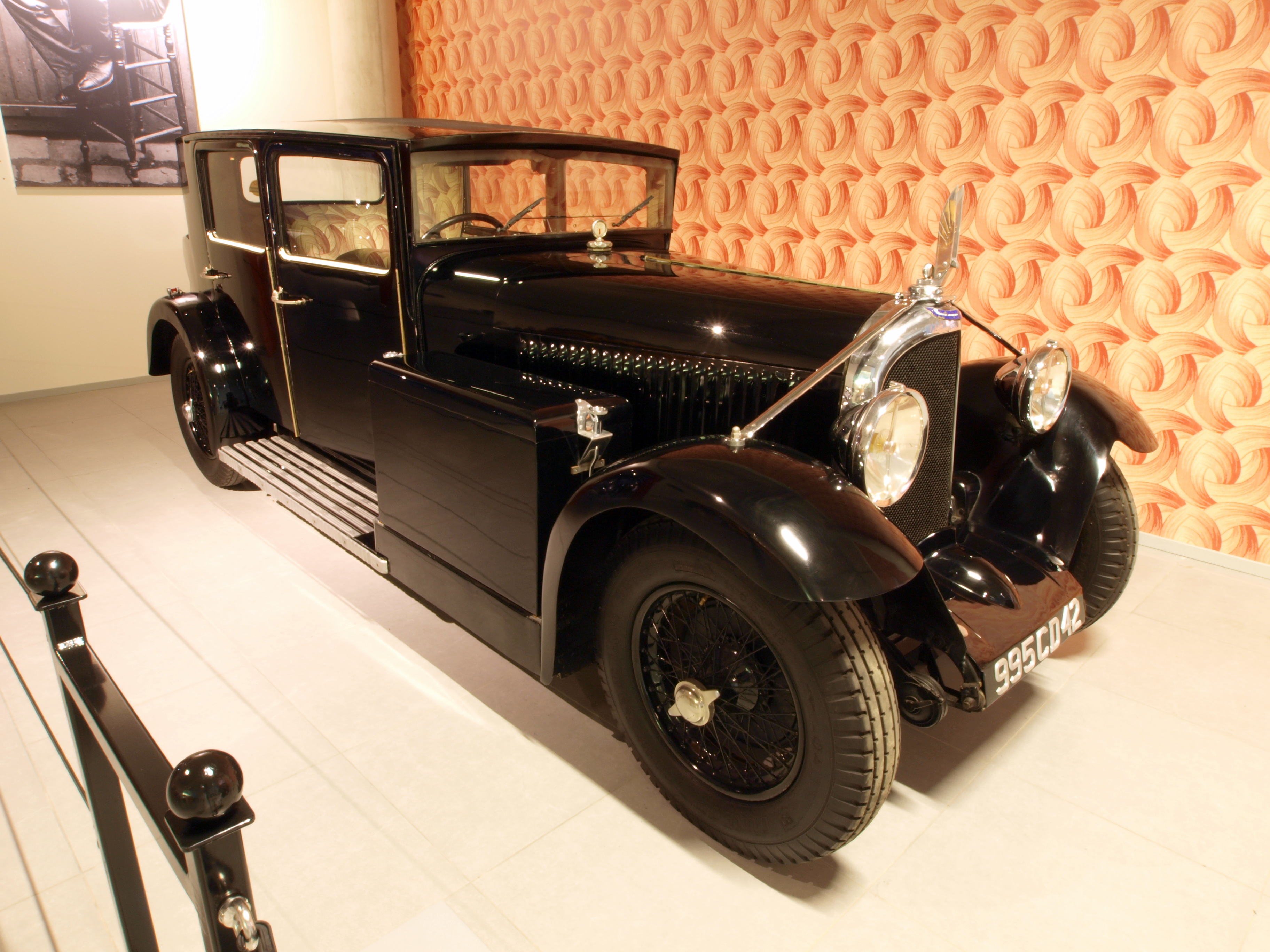
C23.
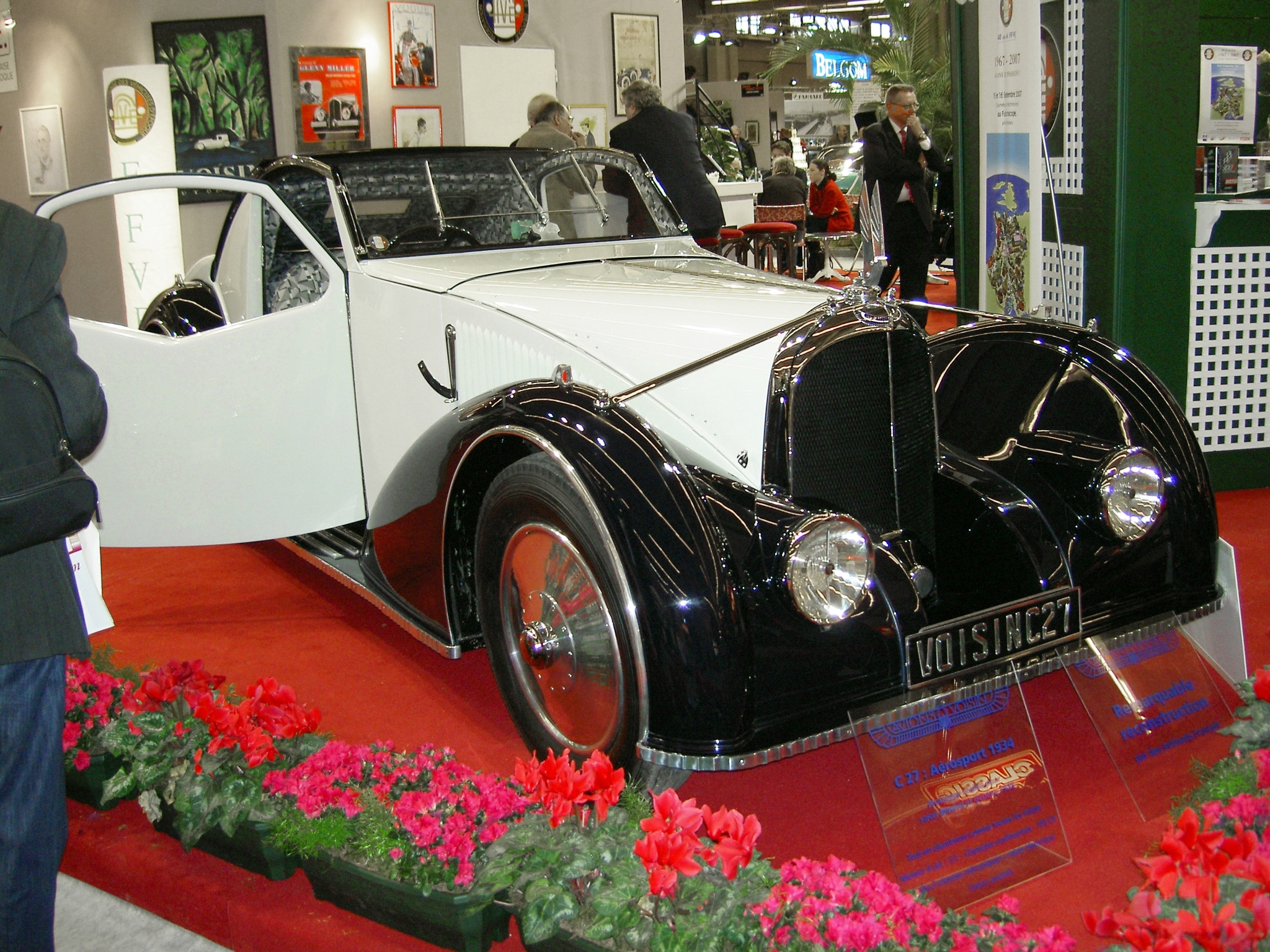
L'unique C27 Aérosport.
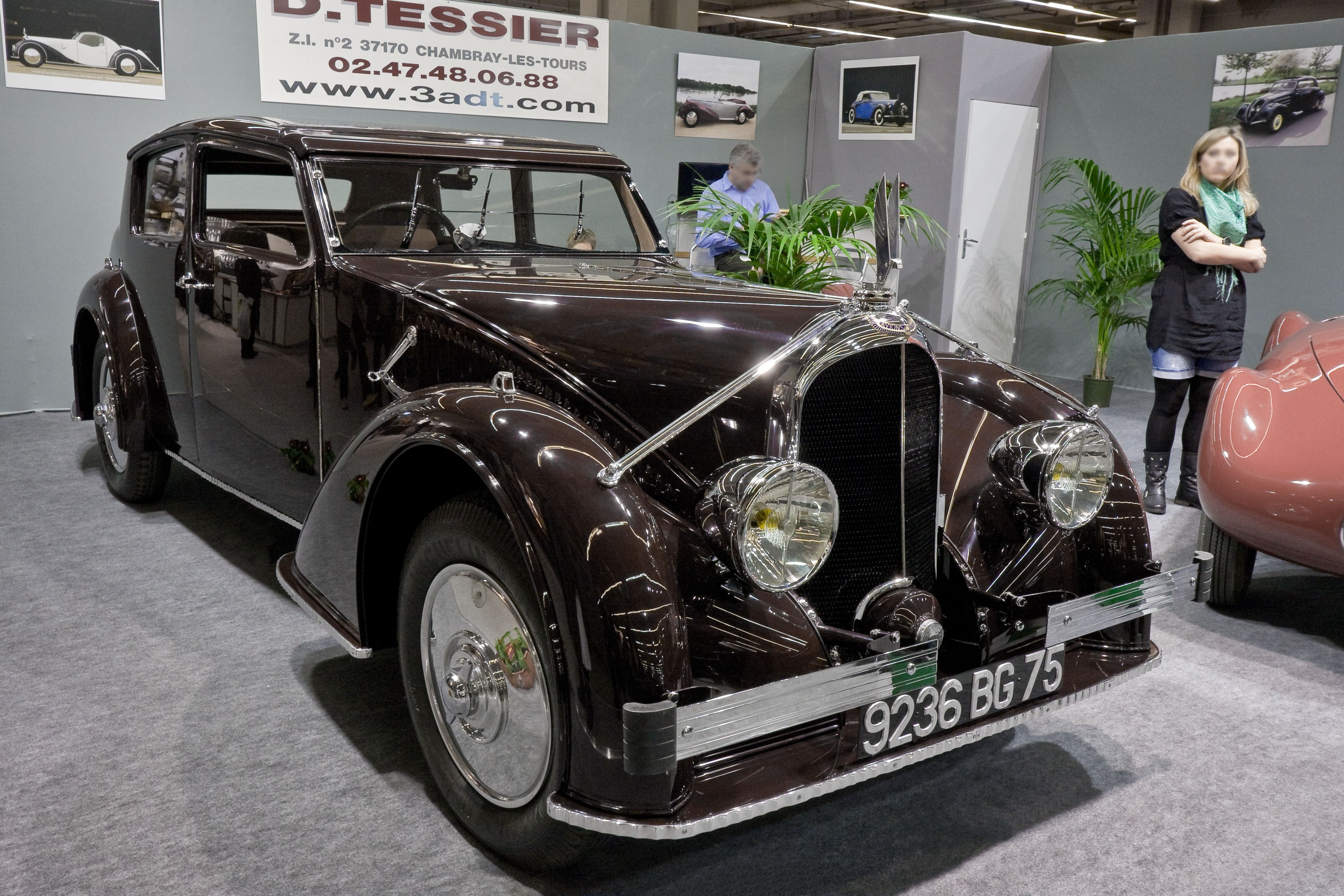
C28.
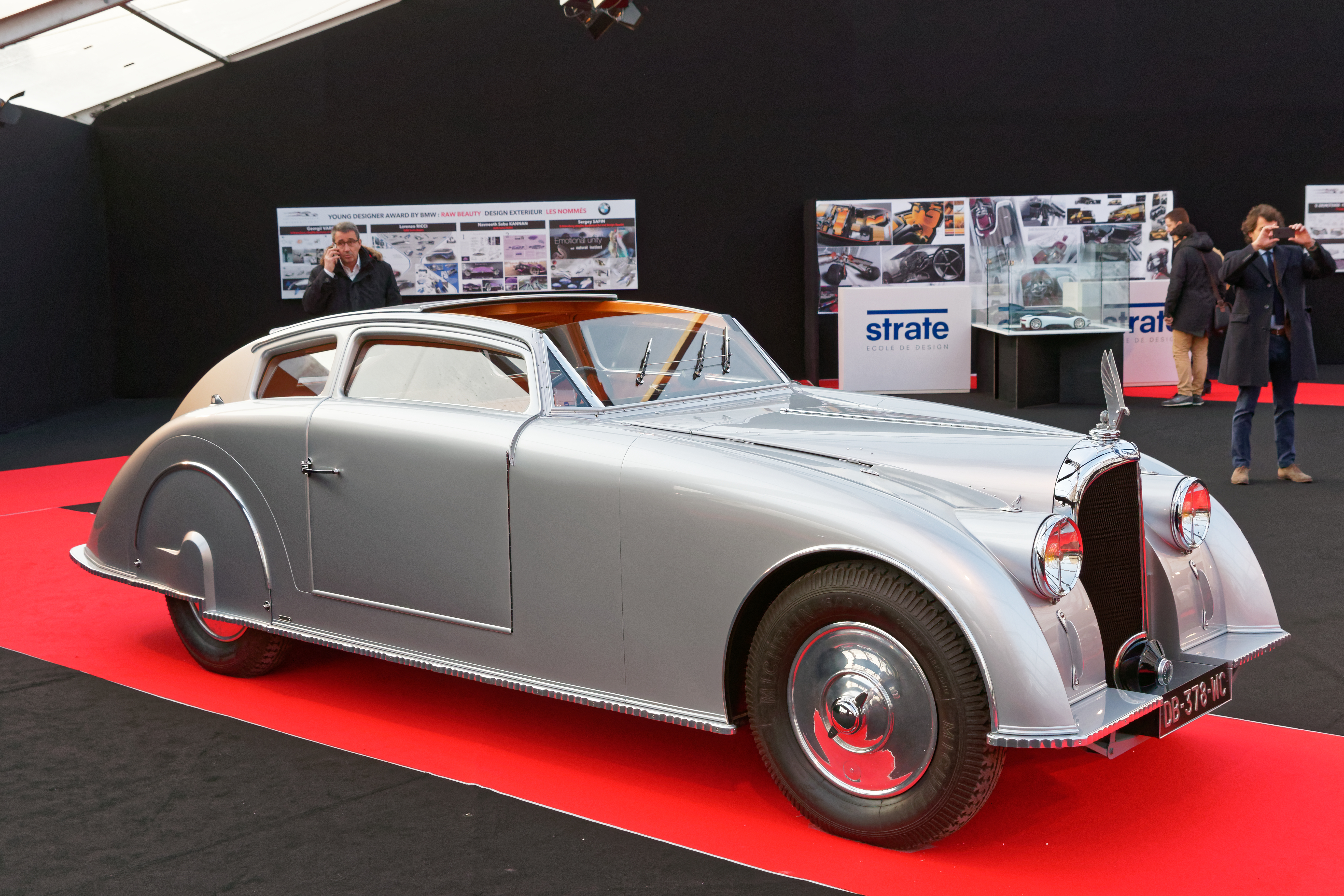
C28 Aérosport.
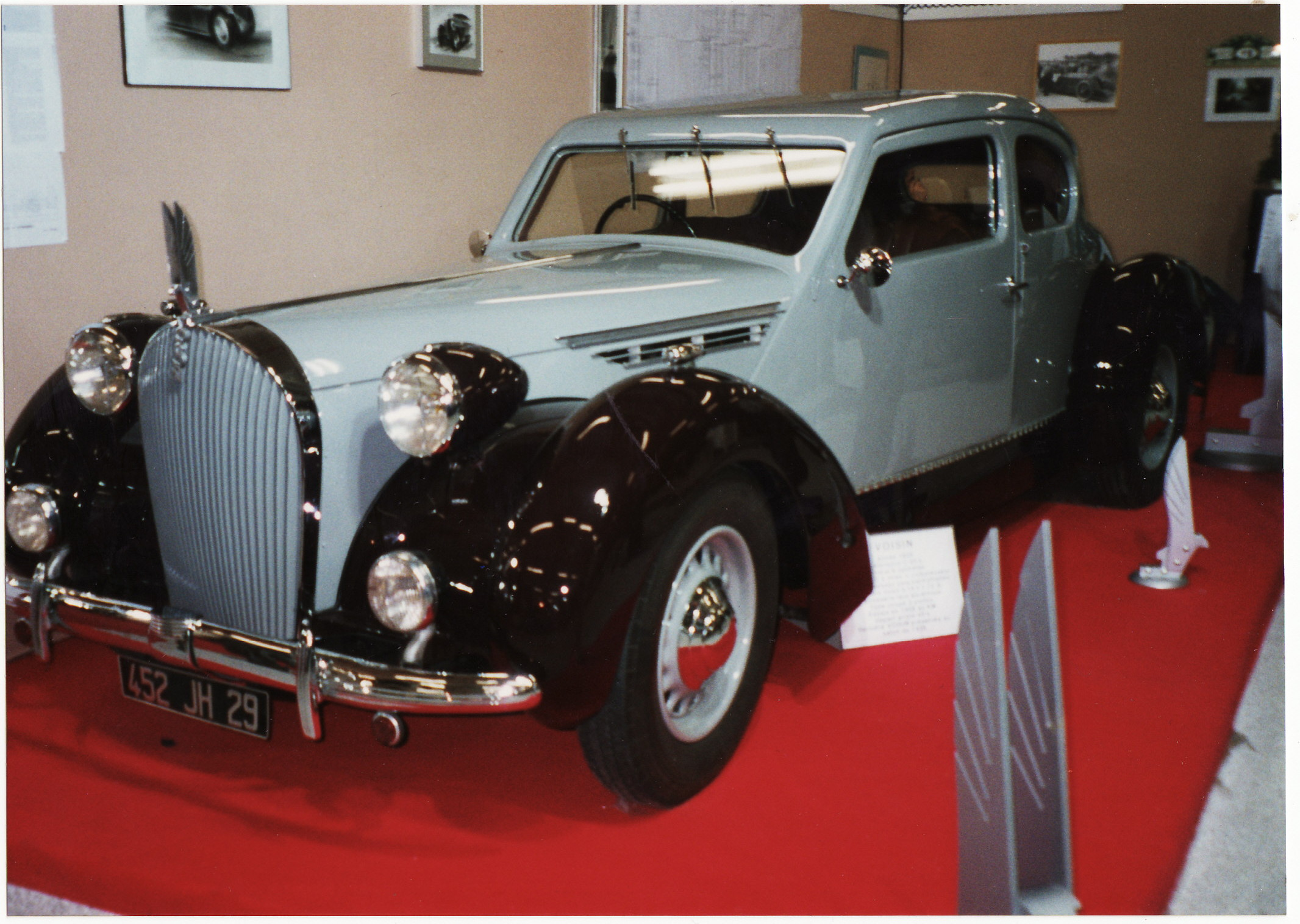
C30.

Gabriel Voisin a pour client et ami l'architecte Le Corbusier, qui admire le côté futuriste de ses automobiles et qui possédait une C-7,. Cette proximité donne naissance au Plan Voisin, une tentative de faire table rase des quartiers historiques de Paris - Rive droite pour les adapter à l'automobile, voire à l'aviation, en y construisant des gratte-ciel d'habitation pour pas moins de 500 000 personnes. Plus anecdotiquement, le garage trois places de la Villa Savoye avec sa rampe d'accès incurvée est dessiné en tenant compte des dimensions et du rayon de braquage d'une automobile Voisin de l'époque.

### Fin de vie
Gabriel Voisin se retire en 1958 sur les bords de la Saône, au Villars, puis non loin de là, dans le petit village mâconnais d'Ozenay. Il meurt en 1973, à l'âge de 93 ans et est inhumé dans le petit cimetière du Villars. Sa seconde épouse Henriette meurt en 1992 à 82 ans.

## Citations
— Emmanuel Mère, Gabriel Voisin, ou le pionnier magnifique

« Depuis [19]24, j'ai toujours trouvé en [Gabriel Voisin] l'ami le plus sûr. Un génie de la mécanique. Il méprisait Citroën (c'est un ingénieur, un assembleur de pièces). Le goût, la sûreté de ses dessins mécaniques, l'élégance, une continuelle invention : l'aérodynamisme des lignes, la malle arrière, le pneu de secours, l'abaissement du centre de gravité, les « bains-de-pied », pour les pieds des voyageurs, l'arbre central surélevé, l'usage de l'aluminium, l'influence de l'avion sur la voiture. Adoré et admiré des ouvriers. Je l'ai vu enseigner, dans ce langage d'usine qu'il maniait comme personne, ses ouvriers ébahis, se mettant à la place de l'homme, usinant la pièce à sa place. Inventeur comme Vinci. Je l'ai vu inventer des fusils, des pièges, des poêles, des lignes, des mini-moteurs (en Espagne), des meubles. Il peignait, dessinait, sculptait. Il s'est ruiné dix fois. [...]
[Gabriel Voisin] s'est ruiné parce qu'il n'était ni comptable, ni administrateur. Ses voitures trop parfaites, le coût de revient, il n'y pensait jamais. Indifférent à l'argent. Gai, violent, coléreux, enthousiaste, adoré des femmes, emmerdé par leur jalousie. Il avait trois ménages, il déjeunait deux fois avec deux femmes différentes. Rusé, roublard, Don Juan, burlador ; doué d'une puissance physique prodigieuse, se tuant au lit et à l'usine. [...] Je l'ai encore vu, il y a six ans, bricolant, montant ses meubles au premier étage au cours d'une inondation (une rivière passait sous sa maison), continuant à faire seul des travaux de géant. Jamais aidé, plein de mépris pour la bêtise, la lenteur des ouvriers, lui qui était l'aristocrate de l'adresse, de l'esprit, de l'audace, de l'invention. Un gentilhomme par la force, le courage, l'intrépidité. Sa vie ne fut qu'une longue lutte, aussi intense que le plaisir qu'il aimait, mais moins que le travail. Un des plus beaux, des plus complets types humains qui traversèrent ma vie. »

— Paul Morand, Journal inutile, tome 2, pp. 168-170 (janvier 1974)

## Œuvres
- La Naissance De L'Aéroplane, Edition Automobiles Avions Voisin (1928), 1927, 44 p.
- Mes 10 000 cerfs-volants, Éditions de La Table Ronde, 1960, 290 pages ; ouvrage réédité en 2011 par les éditions du Palmier  (ISBN 978-2-3605-9016-2)
- Mes mille et une voitures, Éditions de La Table ronde, 1962.
- Nos Étonnantes chasses, Éditions de La Table ronde, 1963.

## Distinctions
- Officier d'académie (1909)
- Médaille de l'Aéronautique (1948)
- Médaille de la Société d'encouragement au progrès (1948)
- Grand officier de la Légion d'honneur. Gabriel Voisin est nommé chevalier dans l'ordre national de la Légion d'honneur en 1909, promu officier le 14 juin 1923, commandeur le 7 février 1938 et élevé à la dignité de grand-officier le 12 août 1959[14].

Son nom est donné :
- au lycée de Tournus[15] ;
- au lycée des métiers de la ville de Bourg-en-Bresse[16] ;
- au LP de Troyes[17].